# Khusrau Khan
 (mai 2025).
La mise en forme du texte ne suit pas les recommandations de Wikipédia : il faut le « wikifier ».
Les points d'amélioration suivants sont les cas les plus fréquents :
- Les titres sont pré-formatés par le logiciel. Ils ne sont ni en capitales, ni en gras.
- Le texte ne doit pas être écrit en capitales (les noms de famille non plus), ni en gras, ni en italique, ni en « petit »…
- Le gras n'est utilisé que pour surligner le titre de l'article dans l'introduction, une seule fois.
- L'italique est rarement utilisé : mots en langue étrangère, titres d'œuvres, noms de bateaux, etc.
- Les citations ne sont pas en italique mais en corps de texte normal. Elles sont entourées par des guillemets français : « et ».
- Les listes à puces sont à éviter, des paragraphes rédigés étant largement préférés. Les tableaux sont à réserver à la présentation de données structurées (résultats, etc.).
- Les appels de note de bas de page (petits chiffres en exposant, introduits par l'outil «  Source ») sont à placer entre la fin de phrase et le point final[comme ça].
- Les liens internes (vers d'autres articles de Wikipédia) sont à choisir avec parcimonie. Créez des liens vers des articles approfondissant le sujet. Les termes génériques sans rapport avec le sujet sont à éviter, ainsi que les répétitions de liens vers un même terme.
- Les liens externes sont à placer uniquement dans une section « Liens externes », à la fin de l'article. Ces liens sont à choisir avec parcimonie suivant les règles définies. Si un lien sert de source à l'article, son insertion dans le texte est à faire par les notes de bas de page.
- La présentation des références doit suivre les conventions bibliographiques. Il est recommandé d'utiliser les modèles {{Ouvrage}}, {{Chapitre}}, {{Article}}, {{Lien web}} et/ou {{Bibliographie}}. Le mode d'édition visuel peut mettre en forme automatiquement les références.
- Insérer une infobox (cadre d'informations à droite) n'est pas obligatoire pour parachever la mise en page.

Pour une aide détaillée, merci de consulter Aide:Wikification.
Si vous pensez que ces points ont été résolus, vous pouvez retirer ce bandeau et améliorer la mise en forme d'un autre article.
Khusrau Khan (nom complet Nasir Ud Din Khusro Shah) était sultan de Delhi du 10 juillet jusqu'à son assassinat le 6 septembre 1320.

## Biographie
L'hindou Khusrau Khan venait probablement de Veraval dans le Gujarat. Il entre au service militaire, mais en 1305, lors d'une campagne dans la région de Malwa, au centre de l'Inde, sur ordre d'Ala ud-Din Khalji, alors sultan de Delhi, il est capturé et emmené à Delhi comme esclave, où il se convertit à l'islam. Il se lie d'amitié – également homosexuelle – avec Qutb-ud-din Mubârak Shah, le fils d'Ala ud-Din Khalji, qui mène également une campagne contre la région de Malwa en 1318 et lui confie la direction d'une armée composée presque exclusivement d'hindous. De retour à Delhi, Khusrau Khan fait assassiner son suzerain, le sultan Mubârak Shah, se convertit à nouveau à l'hindouisme et s'empare du sultanat. D'autres fils d'Ala ud-Din Khalji, (lesquels ???) qui auraient pu légitimement revendiquer le droit de succession pour eux-mêmes, furent également tués.
Deux mois plus tard, Khusrau Khan lui-même est attaqué par un groupe de gouverneurs de haut rang sous la direction de Ghiyas ud-Dîn Tughlûq I et assassiné après deux défaites cuisantes (bataille de Saraswati et bataille de Lahrawat).

## Sources
- (en) Banarsi Prasad Saxena (en), « The Khaljis: Qutbuddin Mubarak Khalji », dans Mohammad Habib (en) et Khaliq Ahmad Nizami (en), A Comprehensive History of India: The Delhi Sultanat (A.D. 1206-1526), People's Publishing House (en), 1970
- Mohammad Habib: The Khaljis. Nasiruddin Khusrau Khan. In: Mohammad Habib, Khaliq Ahmad Nizami (Hrsg.): A Comprehensive History of India. Vol. 5: The Delhi Sultanat (A.D. 1206–1526). The Indian History Congress / People’s Publishing House 1992.